# NGC 6832
NGC 6832 é um aglomerado aberto na direção da constelação de Draco. O objeto foi descoberto pelo astrônomo John Herschel em 1831, usando um telescópio refletor com abertura de 18,6 polegadas. 